# Hans Alvesen
Hans Alvesen es el pseudónimo del escultor alemán Michael Anlauf, nacido el 3 de abril de 1943 en Rützen/Guhrau, en la Baja Silesia polaca.

## Datos biográficos
Alvesen nació en la Baja Silesia, siendo hijo de un pastor. En 1945 la familia se trasladó a Alvesen, en el distrito de Hilgermissen. En 1962 egresó de la escuela secundaria en Verden.
Los conocimientos técnicos de pintura los adquirió Alvesen con el pintor Herman Oetken, con quien también realizó viajes de estudio a Florencia, Roma, Nápoles y Palermo, donde vio las primeras representaciones cristianas.
En el curso de 1966/1967 se convirtió en discípulo de Franz Nagel en la Academia de Bellas Artes de Múnich. Durante el curso 1969/70 estudió con Emil Schumacher en la Academia de Bellas Artes de Karlsruhe. Colaboró con el escultor Wilhelm Loth.
Alvesen vive y trabaja en Braunschweig.

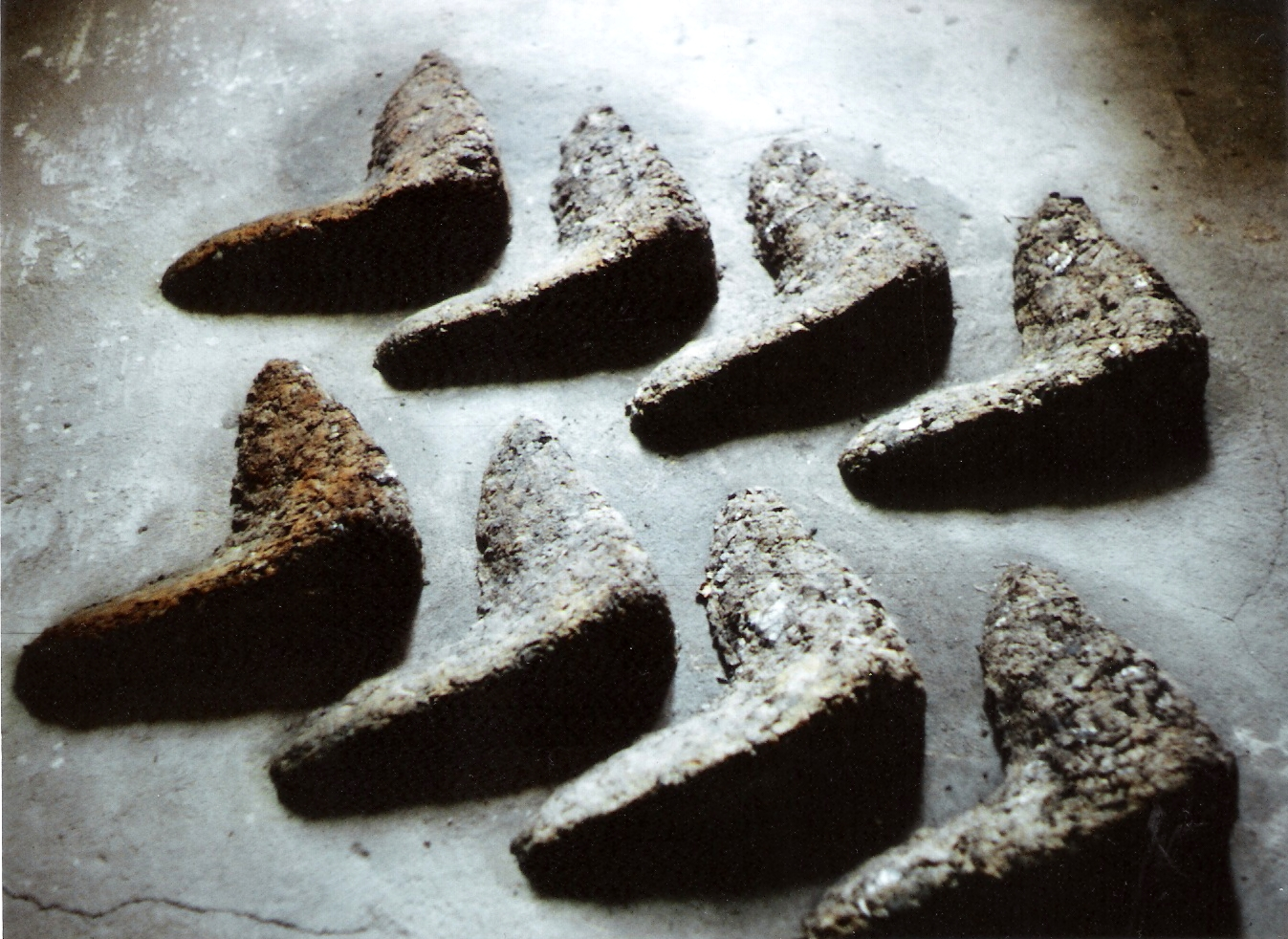
"Bodenobjekte" 1987.